# La Rochette (Savoie)
Pour les articles homonymes, voir La Rochette.
La Rochette est une ancienne commune française située dans le département de la Savoie, en région Auvergne-Rhône-Alpes.
La commune fusionne le 1er janvier 2019 avec Étable pour former la commune nouvelle de Valgelon-La Rochette.

## Géographie
La Rochette est une ville de Savoie qui se trouve à environ 30 kilomètres de Chambéry et à 40 kilomètres de Grenoble. Le Gelon, torrent descendant de la chaîne des Hurtières puis rivière, traverse le bourg et est rejoint par le Joudron avant de ressortir au nord-est en direction de Chamoux-sur-Gelon. Le Gelon était nommé « rivière de La Rochette » sur la carte de Cassini. La Rochette est entourée de plusieurs autres villages de l’ancien canton de La Rochette dont elle était le chef-lieu.
La ville de La Rochette possède un collège, une école primaire et deux écoles maternelles. Le lycée général le plus proche se trouve à Pontcharra sur Bréda (Isère). La station de ski la plus proche est Le Collet d'Allevard qui se trouve à une vingtaine de kilomètres de La Rochette.

## Toponyme
La Rochette est un toponyme qui semble venir du diminutif du mot roche, avec le suffixe -ette. Il désignerait donc une « forteresse escarpée ou située sur un éperon rocheux », selon l'ancien français roche qui désigne « château-fort bâti sur une roche », lui-même dérivant du latin et gaulois rocca (« roche »),.
Mention du village au XIIIe siècle avec Rochera en 1233, puis apud Rupeculam en 1252.
En francoprovençal, le nom de la commune s'écrit La Rosheta, selon la graphie de Conflans.

## Histoire

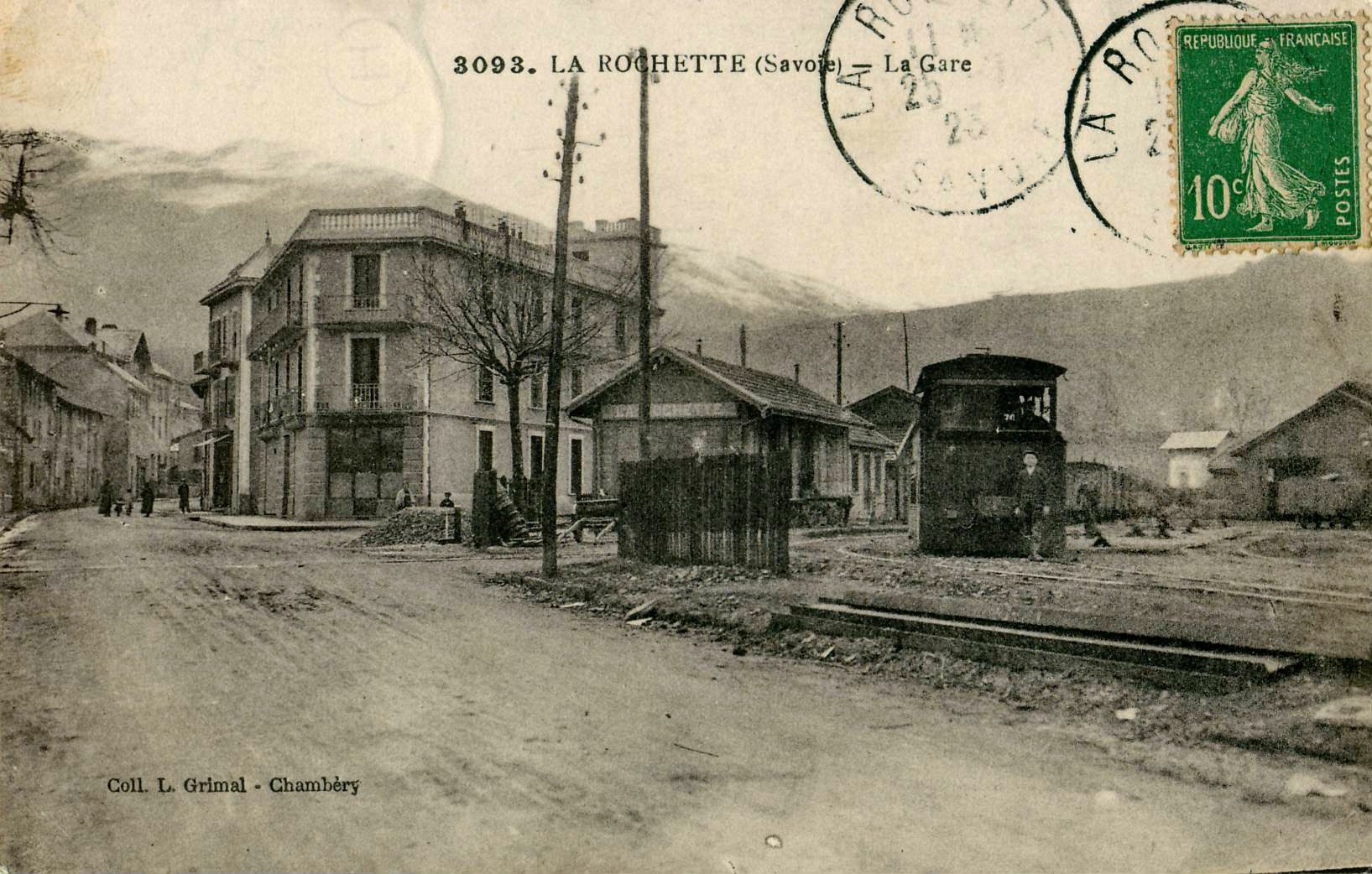
Locomotive manœuvrant en gare de La Rochette, vers 1923.

Le bourg fut desservi de 1895 à 1932 par le Tramway de Pontcharra à la Rochette et Allevard, un chemin de fer secondaire à voie métrique. Transformé en voie normale, il continua à assurer un service marchandise jusqu'en 1988.
Le 1er janvier 2019, la commune fusionne avec Étable pour former la commune nouvelle de Valgelon-La Rochette dont la création est actée par un arrêté préfectoral du 20 décembre 2018.

## Politique et administration
La commune est membre de la Communauté de communes Cœur de Savoie. La commune appartient au Territoire du Cœur de Savoie, qui regroupe une quarantaine de communes de la Combe de Savoie et du Val Gelon.

### Liste des maires

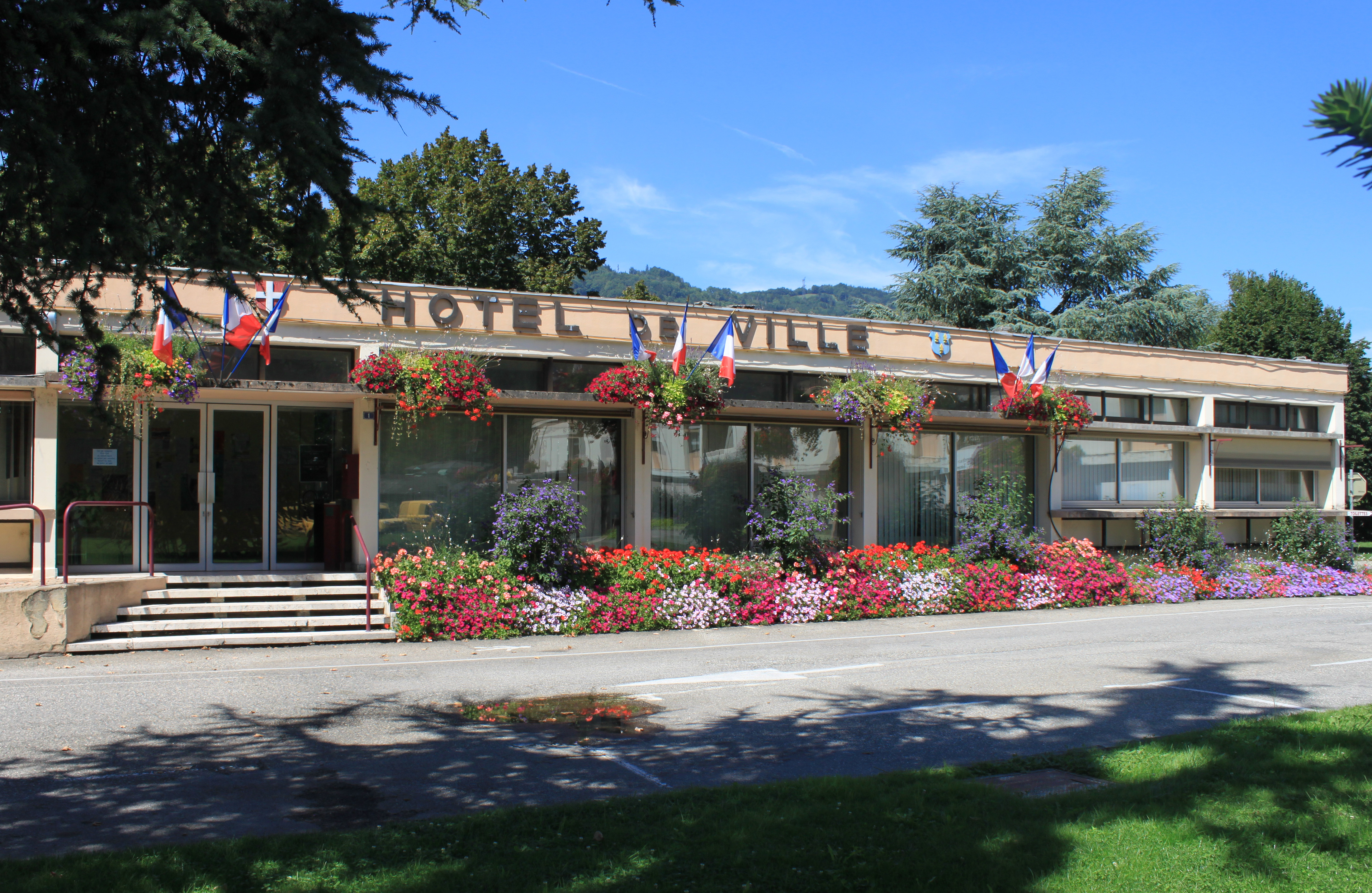
La mairie de La Rochette.

| Période                                  | Période          | Identité              | Étiquette | Qualité                                                                                               |
| ---------------------------------------- | ---------------- | --------------------- | --------- | --- |
| 1805                                     | 1806             | Chamay                |           | |
| Les données manquantes sont à compléter. |                  |                       |           | |
| 1860                                     | 1865             | Maurice-Philibert Rey |           | Industriel Conseiller général du canton de La Rochette                                                |
| 1881                                     | 1882             | Maurice-Philibert Rey |           | Industriel Conseiller général du canton de La Rochette                                                |
| 1898                                     | 1908             | Gaspard Dijoud        | Rad.      | Industriel Conseiller général du canton de La Rochette (1901 → 1907)                                  |
| 1908                                     | 1910             | François Liaudy       |           | |
| 1910                                     | 1944             | François Milan        | Rad.      | Notaire Sénateur de la Savoie (1914 → 1944) Conseiller général du canton de La Rochette (1907 → 1940) |
| 1944                                     | 1945             | Émile Bertholet       |           | |
| 1945                                     | octobre 1947     | Marcel Champiot       | PCF       | Conseiller général du canton de La Rochette (1945 → 1958)                                             |
| octobre 1947                             | mars 1959        | Antoine Rosset        |           | |
| mars 1959                                | 1976 (décès)     | Albert Rey            | Rad.      | Conseiller général du canton de La Rochette (1958 → 1976)                                             |
| 1976                                     | mars 1977        | Jean Court            |           | |
| mars 1977                                | mars 1983        | François Portugal     |           | |
| mars 1983                                | juin 1995        | Jean Trolliard        |           | Colonel retraité                                                                                      |
| juin 1995                                | mars 2001        | Jean-Bernard David    |           | Notaire                                                                                               |
| mars 2001                                | mars 2008        | Guy Blanc             |           | |
| mars 2008                                | 31 décembre 2018 | André Durand          | UDI       | Expert-comptable                                                                                      |
| Les données manquantes sont à compléter. |                  |                       |           | |

### Jumelages
- Mömlingen (Allemagne) depuis 1992 : 

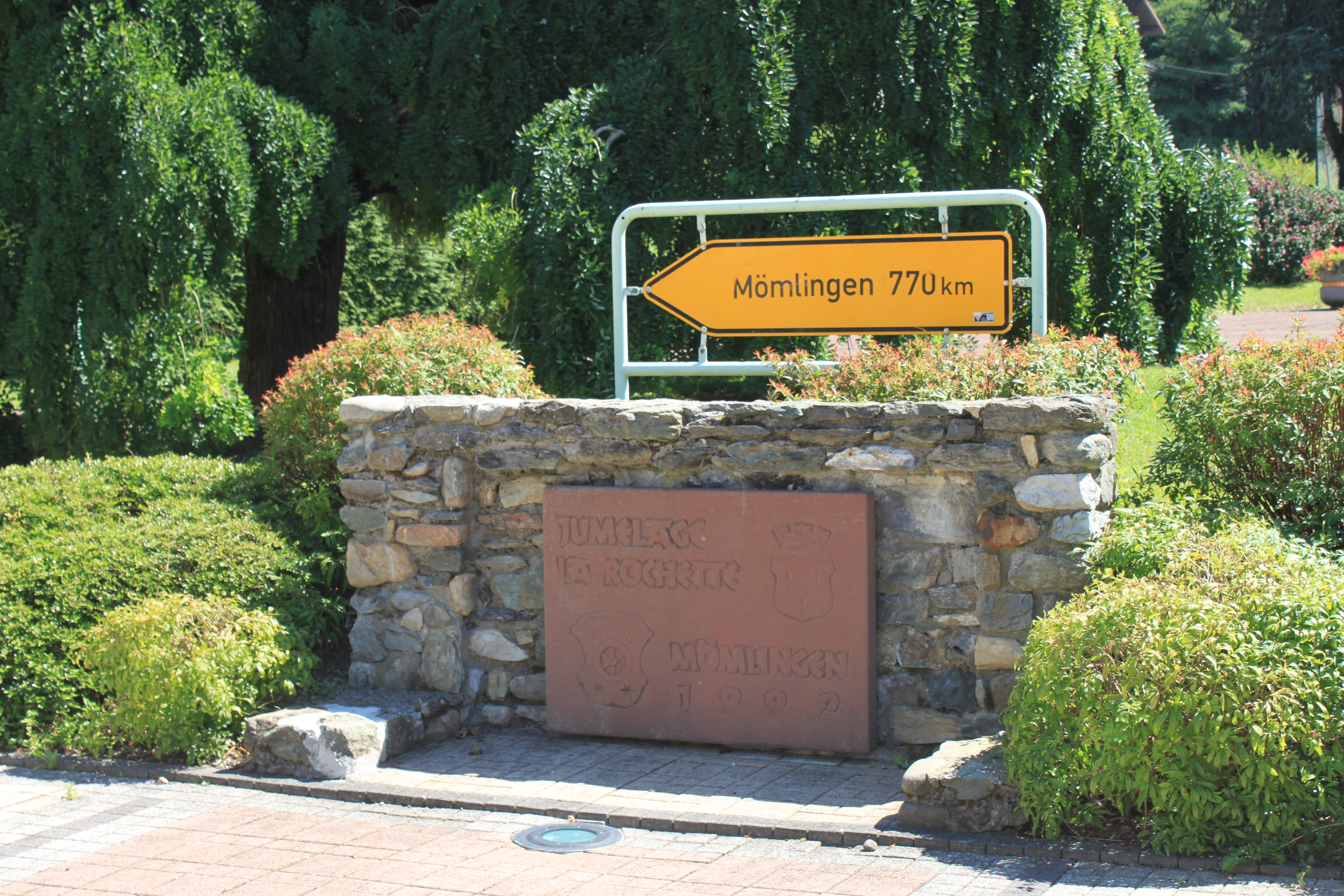
Panneau indiquant la distance pour atteindre la ville de Mömlingen : 770 km de La Rochette.

  - L'origine des premiers échanges date de 1977. En effet, le nouveau groupe musical de Mömlingen, le Musik Verein Mömlingen, et l'Harmonie l'Union de La Rochette ont tissé des liens d'amitié et c'est à l'issue de plusieurs années d'échanges musicaux entre les villes que la procédure de jumelage a été initiée par les deux municipalités en 1992 ;
  - Des échanges culturels, sportifs et scolaires sont ainsi organisés entre les deux villes depuis 1992. Une année, les jeunes Allemands viennent et l'autre les Français partent. Des liens forts se sont maintenant créés entre ces deux villes et d'année en année, de plus en plus de jeunes y participent.
- Coopération décentralisée avec les communes maliennes de Dembella, Tella, Benkadi et Blendio depuis 1995.

## Population et société

### Démographie
Les habitants de la commune sont appelés les Rochettois.
L'évolution du nombre d'habitants est connue à travers les recensements de la population effectués dans la commune depuis 1793. Pour les communes de moins de 10 000 habitants, une enquête de recensement portant sur toute la population est réalisée tous les cinq ans, les populations de référence des années intermédiaires étant quant à elles estimées par interpolation ou extrapolation. Pour la commune, le premier recensement exhaustif entrant dans le cadre du nouveau dispositif a été réalisé en 2006.

En 2016, la commune comptait 3 696 habitants, en évolution de +5,96 % par rapport à 2010 (Savoie : +3,63 %, France hors Mayotte : +2,11 %).
| 1793 | 1800 | 1806 | 1822  | 1838  | 1848  | 1858  | 1861  | 1866  |
| ---- | ---- | ---- | ----- | ----- | ----- | ----- | ----- | ----- |
| 734  | 845  | 873  | 1 108 | 1 253 | 1 272 | 1 208 | 1 227 | 1 228 |

| 1872  | 1876  | 1881  | 1886  | 1891  | 1896  | 1901  | 1906  | 1911  |
| ----- | ----- | ----- | ----- | ----- | ----- | ----- | ----- | ----- |
| 1 219 | 1 245 | 1 237 | 1 293 | 1 243 | 1 292 | 1 323 | 1 357 | 1 262 |

| 1921  | 1926  | 1931  | 1936  | 1946  | 1954  | 1962  | 1968  | 1975  |
| ----- | ----- | ----- | ----- | ----- | ----- | ----- | ----- | ----- |
| 1 243 | 1 430 | 1 422 | 1 431 | 1 571 | 1 850 | 2 424 | 2 926 | 3 078 |

| 1982  | 1990  | 1999  | 2006  | 2011  | 2016  | - | - | - |
| ----- | ----- | ----- | ----- | ----- | ----- | - | - | - |
| 3 190 | 3 124 | 3 098 | 3 221 | 3 546 | 3 696 | - | - | - |

## Culture locale et patrimoine

### Lieux et monuments

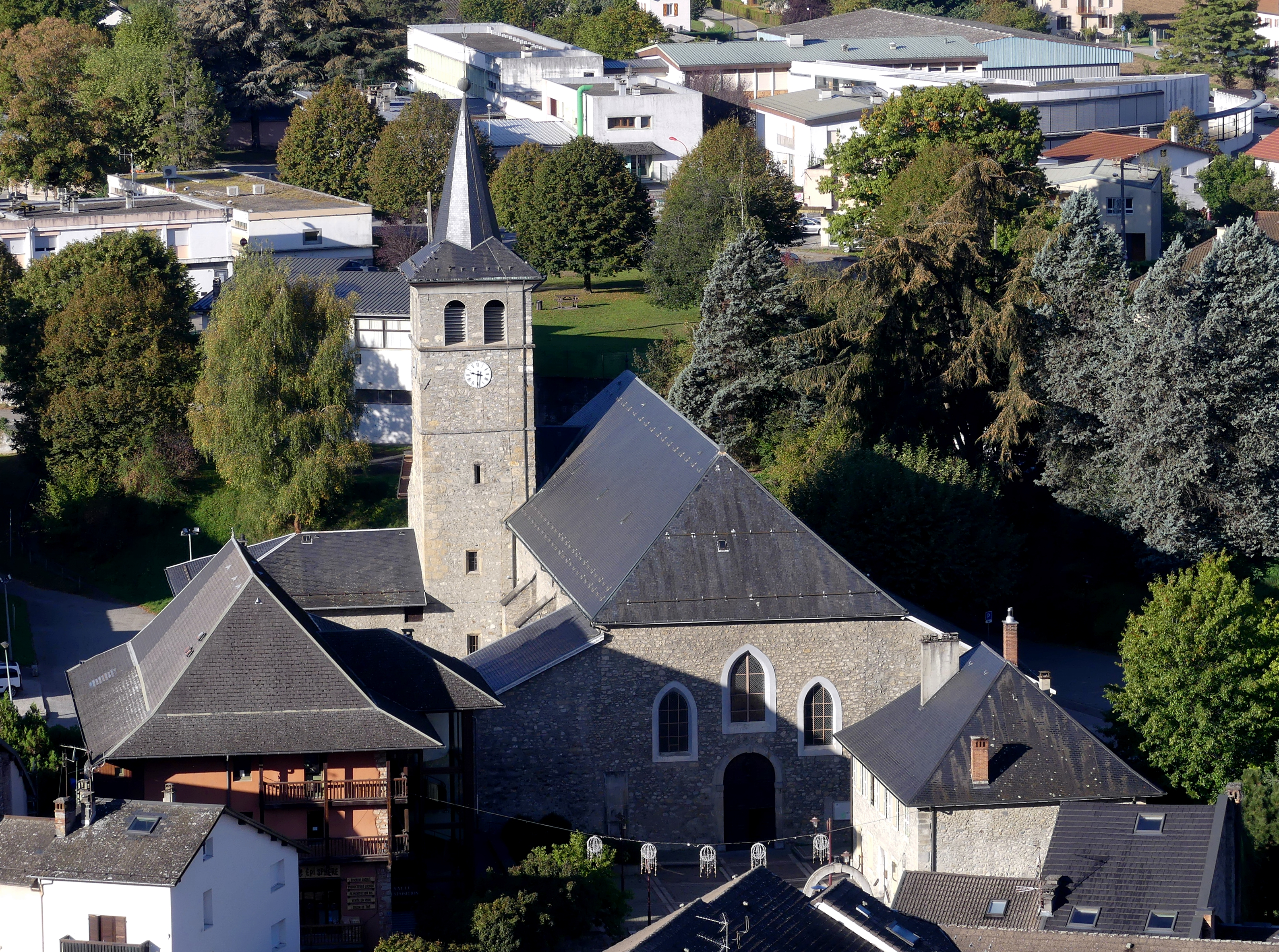
L'église Saint-Jean-Baptiste.

- Château de La Rochette[12] : château fort construit au XIe siècle. Il est détruit à la renaissance sous l'ordre de Louis XIII puis reconstruit au XVIIIe siècle. Il est le siège d'une châtellenie[13].
- L'église Saint-Jean-Baptiste.
- Musée Saint-Jean (écomusée), à La Rochette, consacré aux vieux métiers et à l'histoire du Val Gelon.

### Personnalités liées à la commune
Naissance sur la commune :
- Laurent Picolet (1790 - 1870) : Avocat, membre du Sénat de Savoie, sénateur du royaume de Sardaigne de 1848 à 1860.
- Antoine Perrier (1836 - 1914) :Député de Savoie de 1889 à 1900, sénateur de la Savoie de 1901 à 1914, maire de Chambéry (1884) puis garde des sceaux du 2 mars au 23 juin 1911.
- François Milan (1873 - 1954) : Sénateur de la Savoie de 1914 à 1945.

Les grands-parents du chanteur Michel Fugain sont originaires du canton de La Rochette, précisément du hameau des Fugains, commune de La Table. Ils tenaient un bureau de tabac à La Rochette. Son père, le résistant Pierre Fugain (1919 - 2009) est né à La Rochette.

## Économie
La commune partage avec plusieurs communes voisines, un parc d'activité dénommé le Héron qui regroupe plusieurs industries et artisans,:

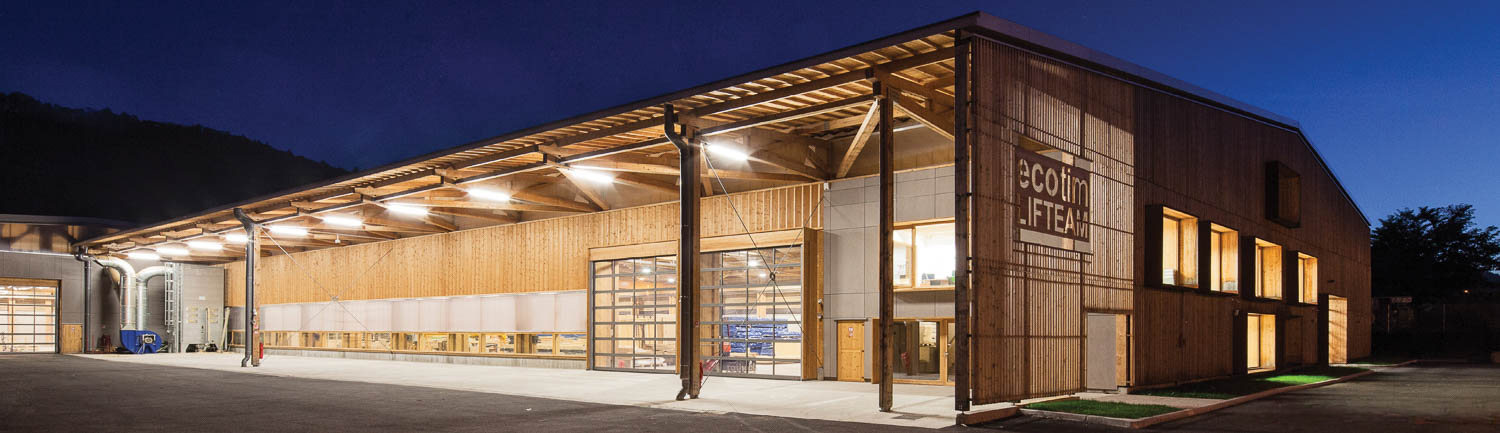
L'usine Ecotim est installée depuis 2005 à La Rochette.

- Ecotim (Groupe CBS-Lifteam)
- Pain de Belledonne Bio
- Raffin